# قضية كوهين ضد حكومة كاليفورنيا
قضية كوهين ضد حكومة كاليفورنيا لعام 1971 Cohen v. California, 403 U.S. 15، هي قضية أمام المحكمة الأمريكية العليا، رأت فيها المحكمة بأن التعديل الدستوري الأول منع إدانة بول روبرت كوهين على جريمته بالإخلال بالسلام بارتدائه سترة كتب عليها «سحقا للتجنيد» في الأروقة العامة لمحكمة كاليفورنيا. فقد وجدت المحكمة أخيرا أن عرض كلمة من أربع أحرف لم يكن مبررا كافيا لكي تسمح للولايات بتقييد حرية الكلام، وأن حرية الكلام يمكن تقييدها تحت ظروف قاهرة تتخطى الإساءة. وقد شكل الحكم في قضية كوهين سابقة قضائية استخدمت في حالات مستقبلية تتعلق بسلطة الولايات في تنظيم حرية الكلام لصون اللياقة العامة.

## خلفية

### وقائع القضية
في 26 نيسان 1968، اعتقل الشاب بول روبرت كوهين ذو التسعة عشر عاما لارتدائه سترة تحمل عبارة «سحقا للتجنيد» داخل أروقة محكمة لوس أنجلوس. كان بول كما ذكرت التقارير في المحكمة ليشهد كشاهد دفاع في جلسة استماع ليست ذات صلة، ونزع سترته عند دخول قاعة المحكمة. طلب ضابط لاحظ سترته في المحكمة من القاضي القبض على كوهين بتهمة تحقير المحكمة، لكن القاضي لم يتخذ أي إجراء. فانتظر الضابط خروج كوهن من المحكمة واعتقله بتهمة الإخلال بالسلام. ادعى كوهن بأنه ارتدى السترة كحركة احتجاجية على حرب فيتنام ليخبر الآخرين عن عمق المشاعر وأدين بخرقه الفقرة 415 من قانون عقوبات كاليفورنيا، الذي حظر «الإخلال الكيدي والمتعمد بالأمن أو بطمأنينة أي منطقة أو شخص عن طريق سلوك مضطرب أو مسيء» وحكم بثلاثين يوما في السجن.

### المحاكم الأدنى
استأنف كوهين الدعوى في قسم الاستئناف في المحكمة العليا، التي قضت في محضر الحكم أن "السلوك الذي يكون بالكاد مسيئا غير كافٍ" طلبت الولاية بعدها إعادة الاستماع للقضية، وأضافت المحكمة العليا عندها، في حكم مطول، بأنه وفقا لقانون عقوبات كاليفورنيا، يجب أن يكون السلوك المسيء أيضا مضطربا. استأنفت عندها المحكمة العليا أمام محكمة استئناف كاليفورنيا التي أيدت الإدانة بدعوى أن "السلوك المسيء" يعني "السلوك الذي يميل لتحريض الآخرين ليقوموا بأفعال مسيئة أو أن يقوموا بدورهم بالإخلال بالسلام". ووفقا للمحاكمة، فقد "اختار كوهين الميدان العام بعناية لعرض وجهة نظره حيث يكون لسلوكه قيمة فعالة صادمة"، وبأنه كان عليه أن يعرف أن كلماته المكتوبة على سترته ستؤدي إلى ردود فعل عنيفة. وصرحت محكمة استئناف كاليفورنيا أيضا أنه استخدم كلمات كانت "تحت مستوى" معايير اللياقة الدنيا والقواعد المقبولة للسلوك العام". بين الحكم بأن محكمة كاليفورنيا أمكنها أن تحدد ماهي اللغة غير المناسبة للاستخدام العام، وهو توسيع لفقه التعديل الدستوري الأول. وبعد أن رفضت محكمة كاليفورنيا العليا المراجعة، أصدرت المحكمة الأمريكية العليا أمرا بإعادة النظر بالدعوة في 22 حزيران 1970.

## المحكمة العليا

### المرافعات
رافع في القضية ميلفل نيمر وكيلا عن بول روبرت كوهن، وميشيل ت. ساور وكيلا عن محكمة كاليفورنيا، وقدم أنثوني ج. أمستردام شهادة موجزة في القضية بصفة صديق محكمة لاتحاد الحريات المدنية  الأمريكي في شمال كاليفورنيا، دعما  لكوهن. عند بداية المرافعة الشفهية، نصح القاضي وارين برغر  المحامي نيمر بأنه لن يكون من الضروري أن «يركز على الحقائق» مصرحا بشكل مؤثر بأن على نيمر أن لا يذكر الكلمة الموجودة على السترة. لكن بعد ثوان قام نيمر بفعل الأمر تماما، حيث قال: «ما فعله هذا الشاب هو أنه مشى عبر أروقة المحكمة مرتديا سترة كتب عليها 'سحقا للتجنيد». آمن نيمر بأنه إن لم يقل الكلمة، سيكون تسليما بأن هناك بعض الأماكن يجب أن لا تلفظ بها كلمات معينة وستضيع القضية. كما فرق نيمر أيضا بين ما فعله كوهن، وتحقير المحكمة، مؤكدا أن كوهن لم يعرض السترة في المحكمة عندما كانت الجلسة منعقدة.
أما مرافعة ميشيل كانت أن الإدانة يجب أن تبقى نافذة كما هي، لأن الكلمات بحد ذاتها كانت سلوكا مسيئا، حتى وإن لم يكن هناك أي اعتراض من الحاضرين. كما جادل ميشيل بأن الانتهاك تكون من الكلام والسلوك كليهما، وأن السلوك لم يكن كلاما محميا. وأشار ميشيل أن القانون يقر بأن هناك إساءة «بالإخلال بسلام أي مكان أو شخص» وأنه لوجود أشخاص حاضرين يمكن أن يساء إليهم، يجب أن تقر إدانة كوهن. واعترف ميشيل أن القضية تمحورت حول عرض الكلمة رباعية الأحرف على السترة عندما ركز عليها القاضي بوتر ستيوارت.

## الرأي القضائي
كتب القاضي جون هارلان الرأي القضائي للأغلبية بكوهن
أعلن القاضي جون قرار المحكمة الذي نقض حكم محكمة الاستئناف بقرار من 5 قضاة من أصل 9. أكد قرار القاضي هارلان بأن القضية التي تتعامل معها المحكمة تكونت من «إدانة تعتمد فقط على 'الكلام' وليس على سلوك يمكن تمييزه بشكل منفصل». ثم قال: ولأن الإدانة اعتمدت على الكلام، يمكن أن يعاقب المتهم جنائيا فقط إذا كان الكلام (أي الكلمات على سترته) يقع ضمن تصنيف محدد للكلام لا يحميه التعديل الدستوري الأول. ثم فصّل القاضي لم لا تقع كلمة «سخطا» تحت أحد هذه التصنيفات.

### قرار القاضي بلاكمون المخالف لرأي الأغلبية
أشار القاضي هاري بلاكمون ومعه القاضي برغر وبلاك في قرار يخالف الأكثرية بأن ارتداء كوهن للسترة في المحكمة لم يكن كلاما بل سلوكا («تصرف سخيف وعبثي غير ناضج») ولذلك غير محمي بالتعديل الدستوري الأول. وأشارت الفقرة الثانية في قراره بأن المحكمة العليا في كاليفورنيا فسرت الفقرة 415 في قضية بوشمان Bushman, 1 Cal.3d 767, 463 P.2d 727(Cal, 1970  وذلك بعد قرار محكمة استئناف كاليفورنيا في قضية كوهين أمام المحكمة وبعد رفض المحكمة العليا في كاليفورنيا المراجعة، وقد استُشهد بقرار محكمة الاستئناف في قضية بوشمان.كتب بلاكمون أن القضية «يجب أن ترد إلى محكمة استئناف كاليفورنيا لإعادة النظر فيها في ضوء القرار الصادر عن أعلى محاكم الولاية في قضية بوشمان»، ولأن تفسير الفقرة 415 استخدم في قرار محكمة الاستئناف فقد لا يبقى التفسير الرسمي.